# Helina linderi
Helina linderi är en tvåvingeart som beskrevs av Paterson 1956. Helina linderi ingår i släktet Helina och familjen husflugor.
Artens utbredningsområde är Tanzania. Inga underarter finns listade i Catalogue of Life.